# Claus-Ekkehard Bärsch

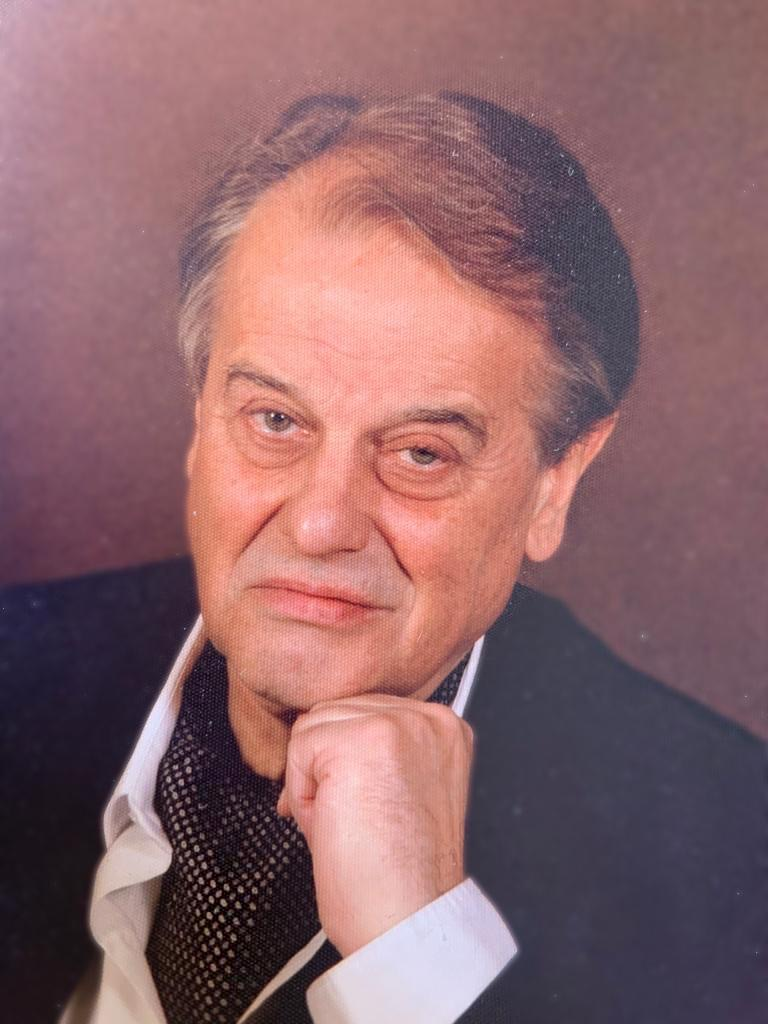
Claus-Ekkehard Bärsch, 2017

Claus-Ekkehard Bärsch (* 3. Oktober 1939 in Weimar; † 16. Mai 2020 in Dietramszell) war Universitätsprofessor an der Universität Duisburg-Essen. Sein Forschungsschwerpunkt war die Religionspolitologie, für die er im Jahr 1996 ein Institut in der Rechtsform eines e. V. in Duisburg gründete.

## Biografie
Bärsch war Sohn eines Landwirts, der 1945 nach Russland verschleppt wurde und seitdem als vermisst gilt. Bärsch wuchs in der sowjetischen Besatzungszone auf. 1957 legte er sein Abitur in Leipzig ab und zog anschließend in die Bundesrepublik Deutschland. 1958 bis 1968 studierte er Rechtswissenschaft, Kirchenrecht, Rechtsphilosophie und Rechtsgeschichte in München mit anschließendem Referendariat und Assessorexamen. Die drei darauffolgenden Jahre arbeitete er als selbstständiger Rechtsanwalt.
1962 lernte er die spätere Politikwissenschaftlerin und Universitätsprofessorin Hedda Herwig kennen. Beide waren Schüler des deutsch-amerikanischen Politologen und Philosophen Eric Voegelin. Bärsch und Herwig waren sich seitdem freundschaftlich verbunden geblieben. Jahre später übten beide Lehrtätigkeiten in der Universität-Gesamthochschule Duisburg aus. Im Vorwort zu seinem späteren Buch Der junge Goebbels schrieb Bärsch beispielsweise: „Der Freundschaft mit der Kollegin Hedda J. Herwig verdanke ich zentrale intellektuelle Einsichten. Ohne ihre ständige Kritik hätte ich viel übersehen oder gar nicht gemerkt.“
1972 wurde Bärsch bei Eric Voegelin an der Ludwig-Maximilians-Universität München zum Dr. phil. promoviert und habilitierte sich 1977 mit venia legendi für Politische Wissenschaft und Sozialphilosophie.
1981 nahm er seine Lehrtätigkeit am Institut für Politische Wissenschaft an der damaligen Universität-Gesamthochschule Duisburg mit den Fachgebieten Politische Theorie und Ideengeschichte auf, die von zwei auswärtigen Lehrtätigkeiten unterbrochen war: von 1990 bis 1991 an der Humboldt-Universität Berlin und von 1991 bis 1993 an der Universität Potsdam. In Duisburg war er schon nach seiner Promotion als wissenschaftlicher Assistent bei Michael Hereth tätig gewesen.
Vier Jahre lang (1993–1996) war er Direktor des Salomon-Ludwig-Steinheim-Instituts für deutsch-jüdische Geschichte in Duisburg. 1996 gründete er das Institut für Religionspolitologie e. V. in Duisburg. 1998 veröffentlichte Bärsch ein umfangreiches Hauptwerk mit dem Titel Die politische Religion des Nationalsozialismus. In dem Buch ging es Bärsch, wie dem Vorwort entnommen werden kann, um „nicht weniger“ als „eine Erfassung der NS-Ideologie, in der alle wesentlichen Merkmale berücksichtigt werden“. Bärsch gab in seinem Vorwort zudem zu erkennen, dass es sich bei dem Historiker Julius H. Schoeps um einen „alten Freund“ von ihm handelte.
Am 7. Februar 2006 ging Bärsch in den  Ruhestand. Der Titel seiner Abschiedsvorlesung in dieser Universität lautete: Der Zusammenhang von Religion, Theologie, Philosophie und Politik aus der Perspektive der Religionspolitologie.
Im Wintersemester 2006/07 lehrte Bärsch an der Universität Innsbruck. Er leitete die Lehrveranstaltung „Einführung in die Wissenschaftstheorie“.
Im Wintersemester 2008/09 lehrte er an der Ludwig-Maximilians-Universität in München. Thema seiner Vorlesung war Die Grundzüge des Verhältnisses von Politik und Religion im Christentum, im Islam, in der Aufklärung und den politischen Religionen der Moderne.
Bärsch starb im Mai 2020 im Alter von 80 Jahren in Dietramszell.

## Forschung
Bärschs Schwerpunkt liegt auf den Fachgebieten Politische Theorie und Ideengeschichte und seine Forschungsschwerpunkte sind Theorie der Geschichte und des Rechts, Nationalsozialismus und Religionspolitologie.

## Schriften
Bücher
- Der Staatsbegriff in der neueren deutschen Staatslehre und seine theoretischen Implikationen (= Beiträge zur politischen Wissenschaft. Bd. 20). Duncker und Humblot, Berlin 1974, ISBN 3-428-03218-7 (Zugleich: München, Universität, Dissertation, 1972).
- Die Gleichheit der Ungleichen. Zur Bedeutung von Gleichheit, Selbstbestimmung und Geschichte im Streit um die konstitutionelle Demokratie. Fink, München 1979, ISBN 3-7705-1756-3 (Zugleich: Duisburg, Gesamthochschule, Habilitations-Schrift, 1977, unter dem Titel: Selbstbestimmung, Gleichheit und Geschichte.).
- mit Julius H. Schoeps und Joachim H. Knoll: Konservativismus, Liberalismus, Sozialismus. Einführung, Texte, Bibliographien (= UTB. 1032). Fink, München 1981, ISBN 3-7705-1942-6 (Nachdruck, unveränderte Auflage. ebenda 1991).
- Erlösung und Vernichtung. Dr. phil. Joseph Goebbels. Zur Psyche und Ideologie eines jungen Nationalsozialisten. 1923–1927. Klaus Boer, München 1987, ISBN 3-924963-18-5 (Spätere Auflagen erschienen unter dem Titel: Der junge Goebbels. Erlösung und Vernichtung. Klaus Boer, München 1995, ISBN 3-924963-72-X; Fink, München 2004, ISBN 3-7705-3806-4[4]).
- Max Brod im Kampf um das Judentum. Zum Leben und Werk eines deutsch-jüdischen Dichters aus Prag. Passagen-Verlag, Wien 1992, ISBN 3-85165-024-7.
- Die politische Religion des Nationalsozialismus. Die religiöse Dimension der NS-Ideologie in den Schriften von Dietrich Eckart, Joseph Goebbels, Alfred Rosenberg und Adolf Hitler. Fink, München 1998, ISBN 3-7705-3172-8 (2., vollständig überarbeitete Auflage. ebenda 2002).
- als Herausgeber mit Peter Alter und Peter Berghoff: Die Konstruktion der Nation gegen die Juden. Fink, München 1999, ISBN 3-7705-3326-7.
- „Wer Religion verkennt, erkennt Politik nicht.“ Perspektiven der Religionspolitologie. Königshausen und Neumann, Würzburg 2005, ISBN 3-8260-2843-0.

Aufsätze
- Der Kampf zwischen Gott und dem Bösen. Carl Schmitts Begriff des Politischen aus der Perspektive der Religionspolitologie. In: Hans Uske, Hermann Völlings, Jochen Zimmer, Christof Stracke (Hrsg.): Soziologie als Krisenwissenschaft. Festschrift zum 65. Geburtstag von Dankwart Danckwerts (= Politische Soziologie. Bd. 11). Lit, Münster 1998, ISBN 3-8258-3676-2, S. 333–351.
- Alfred Rosenbergs „Mythus des 20. Jahrhunderts“ als politische Religion. In: Hans Maier, Michael Schäfer (Hrsg.): „Totalitarismus“ und „Politische Religionen“. Konzepte des Diktaturvergleichs (= Politik- und kommunikationswissenschaftliche Veröffentlichungen der Görres-Gesellschaft. 17). Band 2. Schöningh, Paderborn 1997, ISBN 3-506-76826-3, S. 227–248, (Rezension durch Werner Röhr in: Zeitschrift für Geschichtswissenschaft. Bd. 47, Nr. 4, 1999, S. 347).
- Hitlers politische Religion. Die Divinisierung der Deutschen, die Satanisierung der Juden und der Genozid. In: Wolfgang Leidhold (Hrsg.): Politik und Politeia. Formen und Probleme politischer Ordnung. Festgabe für Jürgen Gebhardt zum 65. Geburtstag. Königshausen und Neumann, Würzburg 2000, ISBN 3-8260-1939-3, S. 5–20.
- Der Reflex der Relationen – Ein mögliches politikwissenschaftliches Verständnis von Macht. In: Bochumer Jahrbuch zur Ostasienforschung. Bd. 23, 2001, ISSN 0170-0006, S. 30–34.
- Die kollektive Identität als Maß alles Seienden, der ihr entsprechende Modus des Erkennens, die Gewalt und der Genozid gemäß der politischen Religion Adolf Hitlers. In: Kristin Platt (Hrsg.): Reden von Gewalt. (= Schriftenreihe „Genozid und Gedächtnis“) Fink, München 2002, ISBN 3-7705-3674-6, S. 256–270.
- Die Entstehung des Politischen aus dem Geist der Religion? In: Wilfried Ruff (Hrsg.): Religiöses Erleben verstehen. Vandenhoeck & Ruprecht, Göttingen 2002, ISBN 3-525-61405-5, S. 151–160.
- Der Zusammenhang von Politik und Religion in Hegels Konzeption von Staat, Gesellschaft und Volksgeist. In: Thomas Goll, Thomas Leuerer, Tilman Mayer, Hans-Georg Merz (Hrsg.): Staat und Politik. Beiträge aus politischer Wissenschaft und politischer Bildung. Festschrift für Paul-Ludwig Weinacht zum 65. Geburtstag. Nomos, Baden-Baden 2003, ISBN 3-8329-0301-1, S. 149–158.
- Vorwort zu: Michael Hesemann: Hitlers Religion. Die fatale Heilslehre des Nationalsozialismus. Pattloch, München 2004, ISBN 3-629-01678-2.
- Sinn und innerweltliche Eschata: Mystik, Apokalyptik und Politik. In: Tumult. Schriften für Verkehrswissenschaft. Bd. 28, 2004, S. 55–108.
- Das „existentiell“ Fremde, der Feind und der Kampf zwischen Gott und dem Bösen in Carl Schmitts Begriff des Politischen. In: Christian Bremshey, Hilde Hoffmann, Yomb May, Marco Ortu (Hrsg.): Den Fremden gibt es nicht. Xenologie und Erkenntnis (= Kulturwissenschaft. Bd. 2). Lit, Münster 2004, ISBN 3-8258-7458-3, S. 129–146.
- Der Wille zur Trophäe. Goebbels und die Frauen. In: Lutz Hachmeister, Michael Kloft (Hrsg.): Das Goebbels-Experiment. Propaganda und Politik. Deutsche Verlags-Anstalt, München 2005, ISBN 3-442-12977-X, S. 85–98.
- Der Nationalsozialismus als „politische Religion“ und die „Volksgemeinschaft“. In: Gerhard Besier, Hermann Lübbe (Hrsg.): Politische Religion und Religionspolitik. Zwischen Totalitarismus und Bürgerfreiheit (= Schriften des Hannah-Arendt-Instituts für Totalitarismusforschung. Bd. 28). Vandenhoeck und Ruprecht, Göttingen 2005, ISBN 3-525-36904-2, S. 49–78.